# Mesotardigrada
Mesotardigrada är en klass av djur. Mesotardigrada ingår i fylumet Tardigrada och riket djur.
Klassen innehåller bara ordningen Thermozodia.